# Casa Gubern
La Casa Gubern, també coneguda com a Edifici Condeminas, és un edifici situat al passeig de Colom i el carrer de la Mercè de Barcelona, catalogat com a bé cultural d'interès local.

## Història
El 1860, el comerciant i naviler Jaume Taulina i Vilallonga (1791-1872), un indià de Lloret de Mar enriquit amb el comerç d'esclaus, va encarregar el projecte d'una residència senyorial amb magatzem al mestre d'obres Felip Ubach. Sentint-se vell, el 1863 va traspassar el negoci al seu primogènit Jaume Taulina i Garriga (1828-1882) i al seu gendre Bonaventura Conill i Parés sota la raó social Fills de Taulina, en la que ell mateix participava com a soci comanditari amb dos terços del capital. El 1867 s'hi va incorporar el seu fill menor Francesc Taulina i Garriga (1841-1895).
El 1902, l'advocat Joan Gubern i Fàbregas (1866-1930), director de la companyia Centro de Navieros Aseguradores SA, va encarregar-ne la reforma a l'arquitecte Josep Pujol i Brull. A banda de la decoració modernista present a la façana i als interiors dels habitatges, es va trasdallar l'accés a la finca al passeig de Colom, urbanitzat després de l'enderroc de la Muralla de Mar amb motiu de l'Exposició Universal de 1888. Altres modificacions van ser una nova distribució de les obertures de la planta baixa, la construcció d'una escala d'accés independent al pis principal i la remunta d'un cinqué pis. El pis principal va ser ocupat per les oficines de la companyia, al capdavant de la qual Joan Gubern fou succeït pel seu fill Manuel Gubern i Puig. Posteriorment, s'instal·là al 1er 1a l'agència marítima Hijos de M. Condeminas, que anteriorment tenia la seu a l'Antiga Foneria de Canons.
El 1943 s'hi van fer obres de consolidació de les dependències del terrat a conseqüència dels danys provocats pels bombardejos de la Guerra Civil. En el decurs de la segona meitat del segle xx, els habitatges dels pisos superiors van passar a ser ocupats per oficines, el que va provocar diverses modificacions i el deteriorament de bona part dels elements modernistes originals. L'any 1975 s'hi va instal·lar un ascensor.

### Hotel i pisos de luxe
A mitjans del 2015, Manel Adell, antic conseller delegat de Desigual, va adquirir l'edifici per a convertir-lo en un hotel. El 2016, durant el mandat d'Ada Colau com a alcadessa de Barcelona, es va decretar una moratòria hotelera a tota la ciutat i el projecte va quedar aturat, per la qual cosa el propietari va decidir destinar-lo a ús residencial, encarregant-ne a l'empresa Uniq Residential la rehabilitació per a fer-hi pisos de luxe.

## Descripció
L'edifici té dues façanes ben diferenciades. La més antiga, al carrer de la Mercè, és una construcció sòbria, amb planta baixa i cinc pisos, un menys que la del passeig de Colom. A la planta baixa hi ha sis obertures, de les quals dues són accesos a locals comercials i les restants són finestres. A la resta de plantes hi ha sis obertures per planta alienades verticalment. Al capdamunt hi ha sis finestres conilleres de forma rectangular que deixen entreveure la presència d'una cambra d'aire.
La façana del passeig de Colom té una estructura vertical dividida en tres cossos, a partir del pis principal, separats per unes pilastres d'estuc imitant carreus. El cos central s'eleva amb un capcer decorat amb un gran panell esculpit, de temàtica vegetal. Cal destacar la balconada noble, feta de pedra calada igual que els balcons centrals dels pisos segon i tercer. La resta de baranes són de ferro forjat.
La gran portalada d'accés presenta una forma d'arc rebaixat, amb una motllura especialment decorada amb motius florals que es repeteixen i coronada per una gran mènsula que també sembla sostenir la volada del balcó del pis principal.
Al vestíbul es troben elements de la reforma modernista del 1902 i que són molt singulars. A la dreta destaca la garita del conserge tallada en fusta amb una rica ornamentació en motius florals. També hi ha vidres emplomats en el coronament i vidre esmerilat en la porta d'accés. En entrar destaca en el forjat un enteixinat amb més motius decoratius. El corredor que dona pas a l'ascensor conserva també nombrosos elements decoratius. Aquí hi ha una bancada de fusta amb rajoles vidriades amb gira-sols com a element decoratiu.
A l'entresòl destaca l'escalinata amb graons de pedra que du al pis principal. Té una barana de forja que inclou un drac també fet amb forja situat als peus de l'escalinata.
De l'edifici original del 1860 no es conserven elements singulars, més enllà de la composició de la façana del carrer de la Mercè i algunes bigues de fusta, on s'aprecien restes de decoració pictòrica sense interès.

## Galeria

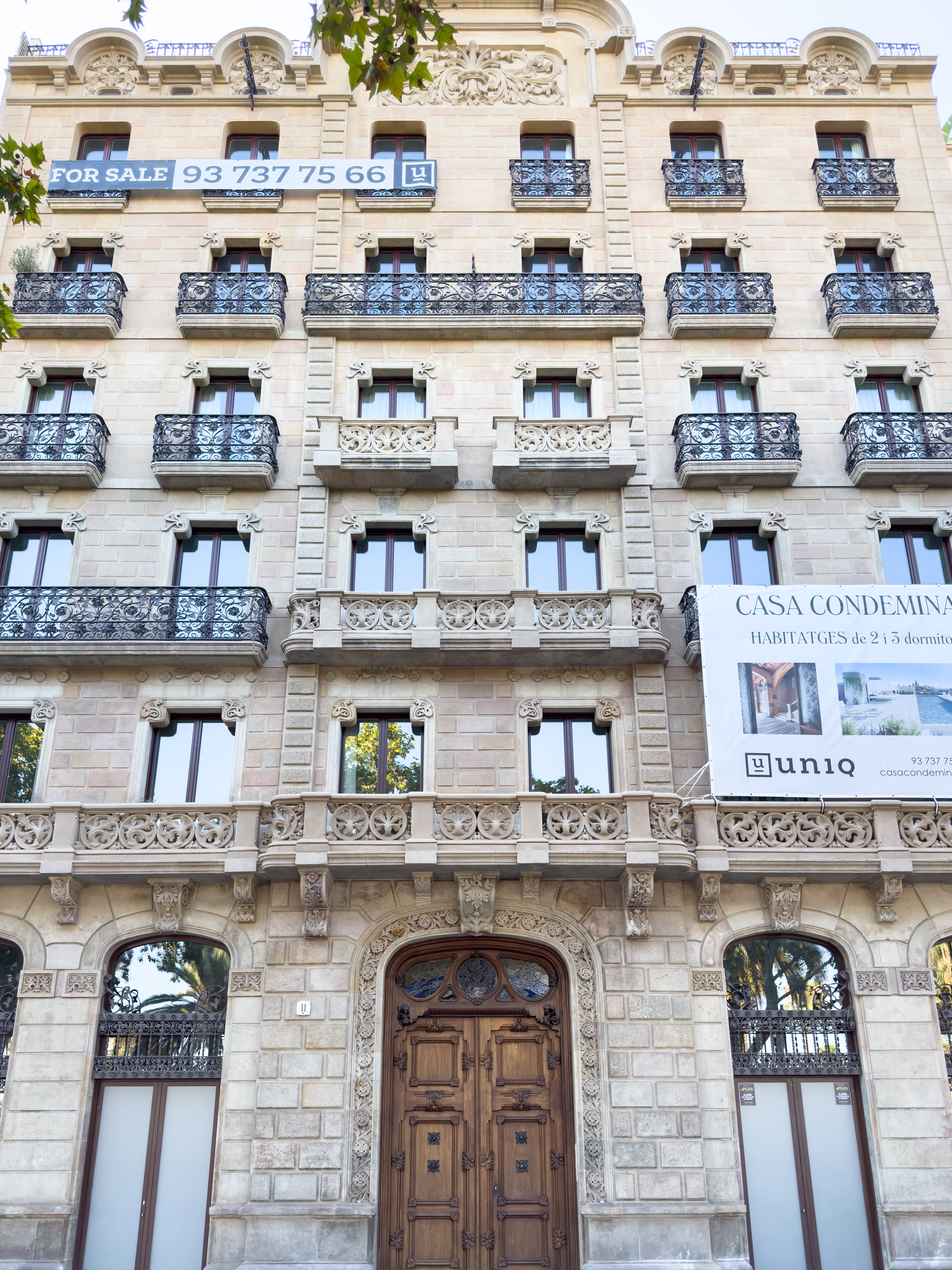
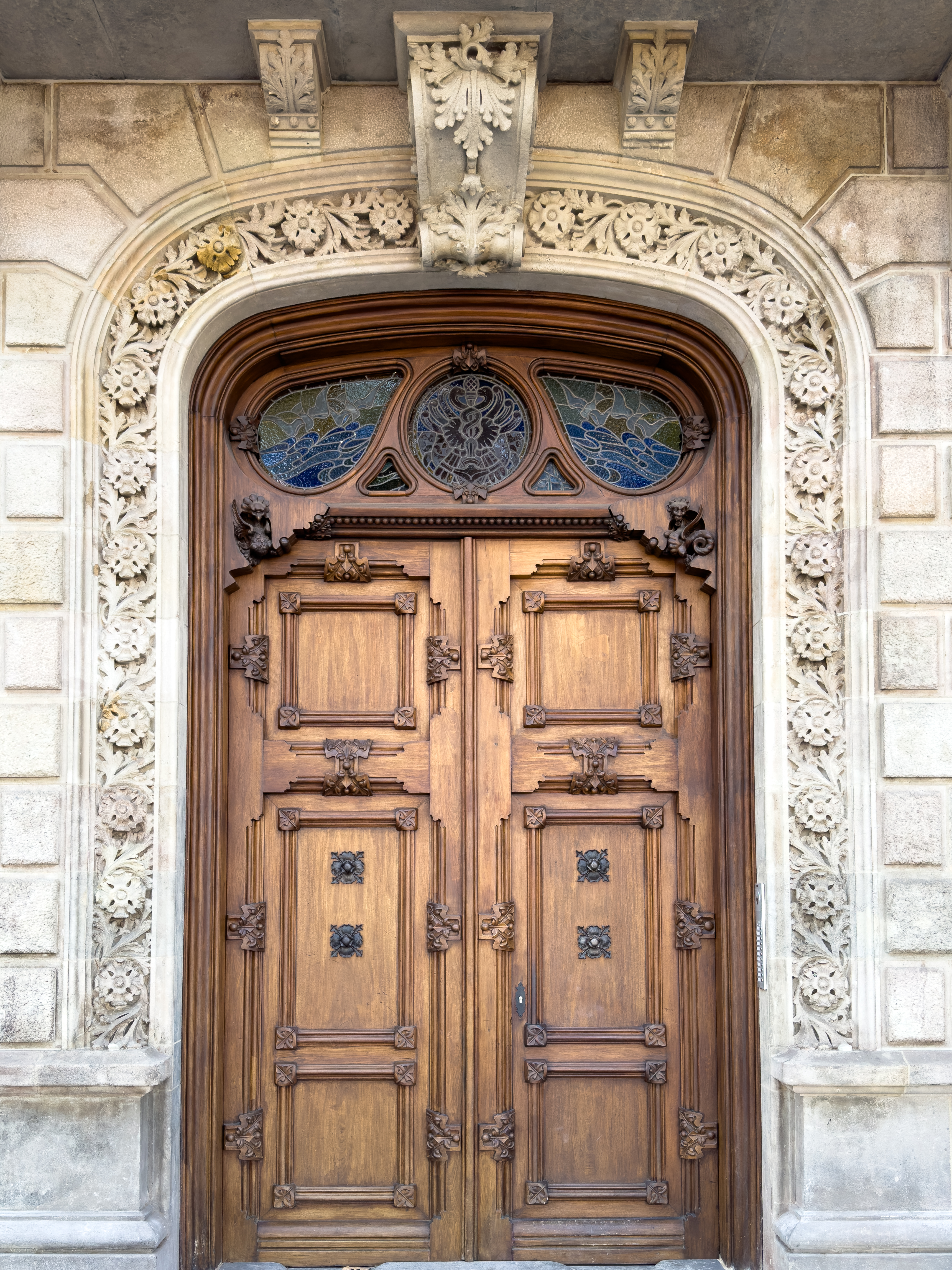
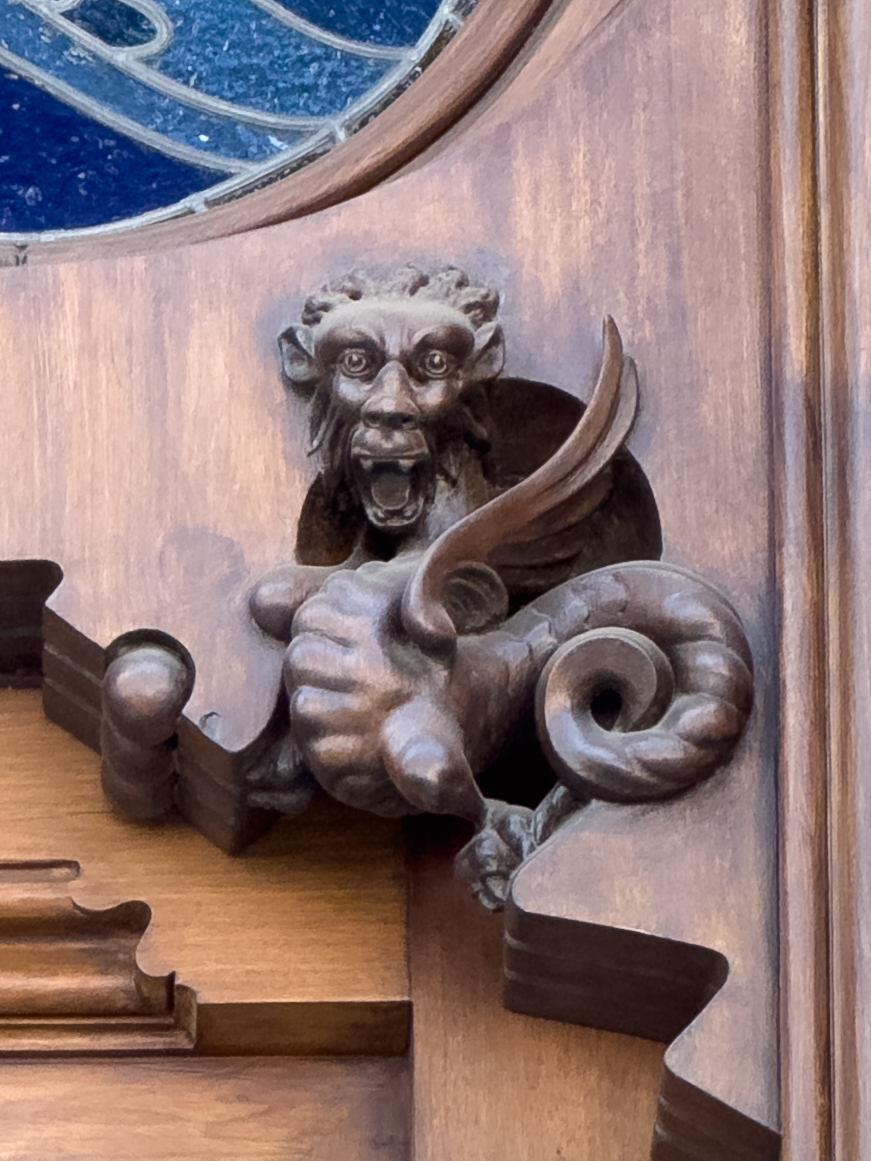
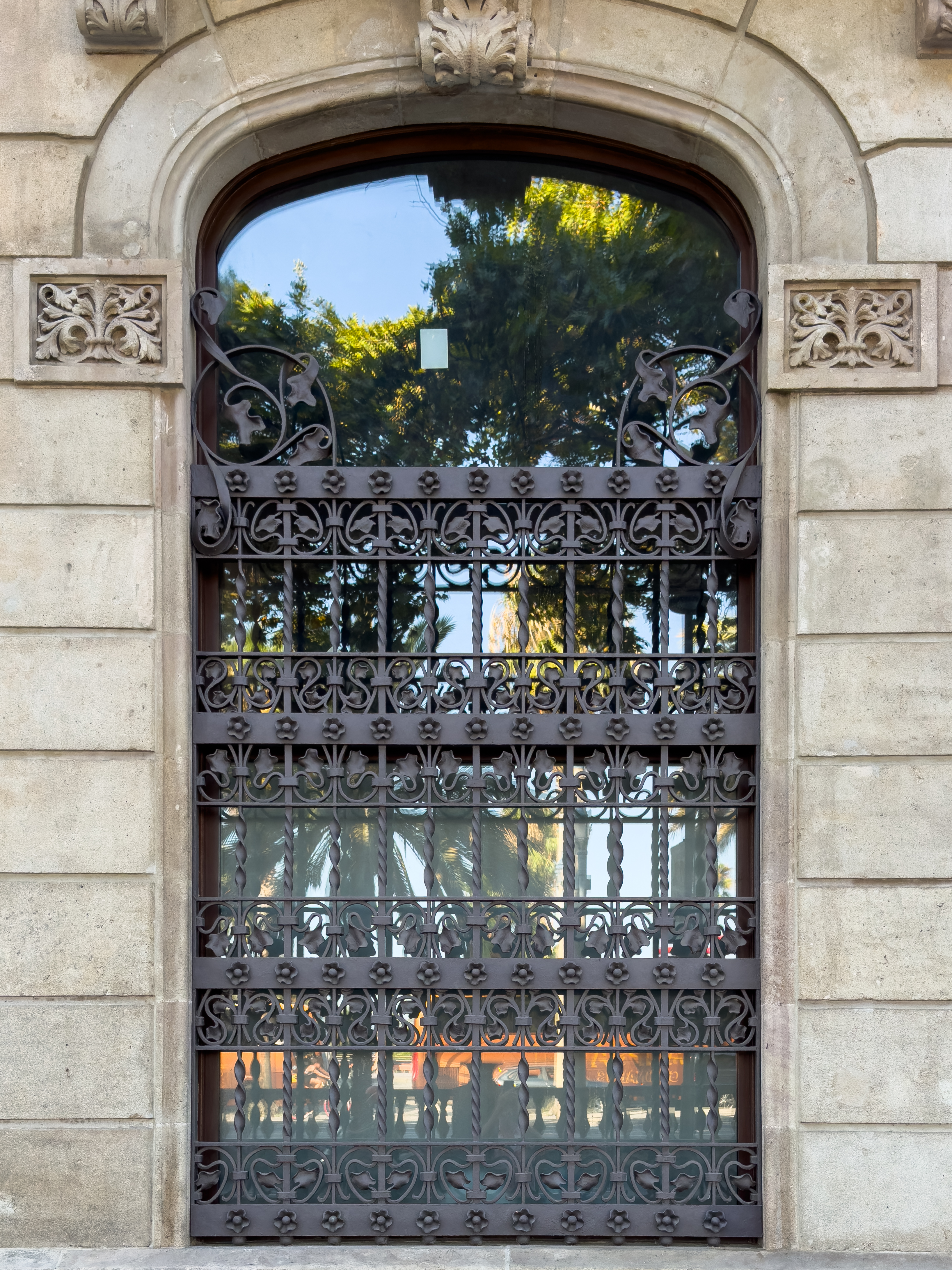